# ¡En la Luna!
¡En la Luna! es una historieta del autor de cómics español Francisco Ibáñez, perteneciente a su serie Mortadelo y Filemón y publicada originariamente en 2009.

## Trayectoria editorial
Publicada en el 2009 en formato álbum como número 127 de Magos del Humor y más tarde como n.º 184 de la Colección Olé.

## Sinopsis
El Súper quiere aumentar el prestigio en cuanto a técnica de España, por ello con motivo del 40.º aniversario de la llegada del hombre a la Luna, ha creado un equipo formado por el diseñador del vehículo espacial (Bacterio), unos ingenieros aeroespaciales (Pepe Gotera y Otilio), un astrofísico con gran visión del espacio intergaláctico (Rompetechos) y la diseñadora de los trajes (Ofelia). Mortadelo y Filemón serán los astronautas encargados de repetir la hazaña y ya de paso recoger en la Luna pruebas para los que dudan de que los americanos fueron allí. La historieta es muy similar a La M.I.E.R. y Cacao Espacial.